# Kalinik i 10 towarzyszy
Święty Kalinik, męczennik i 10 towarzyszy, gr. Καλλίνικος  – męczennicy i święty Kościoła katolickiego.
Według Martyrologium Rzymskiego Kalinik i towarzysze byli żołnierzami w trakcie wojen bizantyjsko-arabskich. 20 sierpnia 636 roku bitwa nad rzeką Jarmuk zakończyła formalne panowanie Bizancjum w Syrii i Palestynie a latem 637 Arabowie opanowali Gazę. Dowódca Amr Ibn al-As kazał przyprowadzić broniących jej żołnierzy.
Od Kalinika i jego 10 towarzyszy zażądał, aby wyrzekli się wiary, a gdy odmówili, zostali uwięzieni, następnie przewiezieni do Jerozolimy i straceni u bram miasta w 638 roku.
Wspomnienie liturgiczne świętych męczenników obchodzone jest 6 listopada.